# 1995年のバレーボール
1995年のバレーボール（1995ねんのバレーボール）では、1995年（平成7年）のバレーボール関連の出来事をまとめる。

## できごと
- 1月 - 大林素子と吉原知子が、日本人初のバレーボールプロ契約選手として、イタリアリーグ・セリエA・アンコーナに入団。
- 2月9日 - バレーボールがウィリアム・G・モーガンによって考案されてから、100年。

## 国際大会
- ワールドカップ
  - 男子
    - 金メダル： イタリア
    - 銀メダル： オランダ
    - 銅メダル： ブラジル

  - 女子
    - 金メダル： キューバ
    - 銀メダル： ブラジル
    - 銅メダル： 中国

## 国内大会

### 日本
- 第1回Vリーグ
  - 男子
    - 優勝：サントリーサンバーズ

  - 女子
    - 優勝：ダイエー

- 第44回全日本選手権
  - 男子
    - 優勝：サントリーサンバーズ

  - 女子
    - 優勝：ユニチカ・フェニックス